# キンバリー・ピアース
キンバリー・ピアース（Kimberly Peirce, 1967年9月8日 - ）は、アメリカ合衆国の長編映画監督。
1999年の『ボーイズ・ドント・クライ』が初監督作品。二本目の映画は2008年にパラマウント映画から公開された『ストップ・ロス/戦火の逃亡者』。

## 生い立ち
ピアースは1967年9月8日にペンシルベニア州ハリスバーグで生まれた。両親はシェリーとボブ。ピアースが三歳のときニューヨークに引っ越し、その二年後マイアミに引っ越した。そこでマイアミサンセット高等学校を卒業。

## 経歴

### 初期の経歴と映画
シカゴ大学に在籍する傍ら、ピアースは日本の神戸市で二年間フォトグラファーと英語教師として働いた。その後ニューヨークでアルフレッド・アイゼンスタットのもと、タイム誌でフォトグラファーの研修生として働いた。その後シカゴ大学に戻り、英米文学、日本文学の学位を取得した。
ピアースはコロンビア大学に入学し、ファインアートの学位を取得した。コロンビアにいる間、ピアースは実験的な短編映画『The Last Good Breath』を完成させた。映画は戦火の薄幸な恋人を描き、片方は生き、片方は死ぬ内容。ロカルノ国際映画祭でLeopards of Tomorrow programの部門で上映された。

### 長編映画
コロンビアで、南北戦争の間に薬物に溺れた女性兵士についての卒業制作映画のアイデアを練っている間、『The Village Voice』誌に載っていた、ブランドン・ティーナの生死について書かれた記事を読む。彼はネブラスカ州のトランスジェンダーで、ジェンダー史が判明した時にレイプされ殺された。彼女は卒業制作から切り替え、ネブラスカ州のフォールスシティに旅行し、調査し、ブランドンのガールフレンドとその母にインタビューをし、二人の殺人の容疑者の殺人裁判に出席した。その次に1995年に卒業制作のために作った短編映画はPrincess Grace Foundation-USAのColumbia facultyにノミネートされ、Astrea Production Grantを受賞した。
映画プロデューサーのChristine Vachonが短編を見た後、二人はともに長編映画の製作を開始した。長編の脚本と製作の資金のため、ピアースは深夜に35mm映画の映写技師として、また夜間勤務でパラリーガルとして働き、さらに New York Foundation for the Arts の助成金を獲得した。Sundance Instituteの助けにより、ピアースは1999年に完成させた。
『ボーイズ・ドント・クライ』がリリースされると高く賞賛され、ベネチア、トロント、ニューヨークの映画祭で公開されるとアカデミー主演女優賞、ゴールデングローブ賞、インディペンデント・スピリット賞、ヒラリー・スワンクに送られた多くの賞を含めて多くの賞賛を得た。クロエ・セヴィニーはアカデミー助演女優賞、ゴールデングローブ賞、インディペンデント・スピリット賞、その他多くのその役についての賞を受賞した。ロンドンとストックホルムの映画祭の両方で最優秀映画賞を受賞し、ロンドンでは the Satyajit Ray Foundation Award for Best First Featureを受賞した。Janet Maslinは「最高のアメリカ長編映画」と言った。ピアースはナショナル・ボード・オブ・レビューやボストン映画批評家協会で最優秀新人監督として高く賞賛された。
2005年、自分の兄弟を含めてアメリカの兵士のイラク戦争と帰郷についての実際の話に影響を受け、『ストップ・ロス/戦火の逃亡者』の製作を開始した。ピアースは彼らの経験を兵士達に聴きに行き、小説家で脚本家のMark Richardとともに研究成果を脚本に移していった  。
2008年に公開されると『ストップ・ロス/戦火の逃亡者』は批評で好意的な評価を受けた。ピアースは Hamilton Behind the Camera True-Grit Directing Awardとthe Andrew Sarris Directing Awards for the filmを受賞した。ピアースは SoundOffとよばれるウェブサイトを作り、戦士やその家族にカメラを与え、彼らの話や意見を記録し、広めた。公開して間もなくピアースはNational Press ClubやCongress on behalf of Soldiers、ストップロス法のために出兵した兵士に対し金銭的な保証をするthe Stop-Loss Compensation Actの前で話した。
アメリカのジャーナリストのRobert K. Elderは『The Film That Changed My Life』でインタビューを受け、ピアースの映画二作品の発想のほとんどは『ゴッドファーザー』への愛から来ていると語った。

それ（『ゴッドファーザー』）は私に、ギャング映画への愛情を受け止められること、それを家族ドラマを通じて映像化できることを教えてくれた。私の二作品では、家族も非常に重要だし、暴力もまた非常に重要だ。私は暴力の心理的側面にも暴力そのものにも、どちらにも関心がある——特に感情によって引き起こされる暴力に。『ゴッドファーザー』以前は、暴力的で心理的な映画が広く人々を楽しませることができるとは思えなかった。。
ピアースは次の長編映画を1976年のホラー映画『キャリー』のリメイクにした。今回のリメイクは他のリメイク作品よりも、スティーブン・キングの原作に寄せる。2013年3月15日に公開され、クロエ・グレース・モレッツが主演する。
2011年2月16日、ピアースは犯罪スリル映画『The Knife』の監督をすることが発表された。法律の反対側にいる二人の男の、互いが信頼していく姿や、ロサンゼルスなどアメリカの都市に武装した暴力を広げた残虐なギャングの組織に潜入するさまを描いている。
ピアースは『Silent Star』のスクリプトを共著した。1922年に起きたハリウッド監督 William Desmond Taylorが死んだ殺人事件と、映画産業をほとんど崩壊させた不祥事を描いたもの。しかしそのプロジェクトは中止した。
ピアースは最近セックスコメディ『with a gender twist』を製作している。プロデューサーはジャド・アパトーで、ユニバーサル・ピクチャーズ配給。

## 私生活
ピアースはレズビアンであることを公表している。

## 作品

### 映画
- The Last Good Breath (1994) 16mm短編、監督・脚本
- ボーイズ・ドント・クライ Boys Don't Cry (1999) 監督・脚本
- ストップ・ロス/戦火の逃亡者 Stop-Loss (2008) 監督・脚本
- キャリー Carrie (2013) 監督

### テレビシリーズ
- Lの世界 The L Word (2006) 第3シーズン第5話「彼女たちの情事」、監督

## 関連文献
- キンバリーのインタビュー